# Sicydium altum
Sicydium altum és una espècie de peix de la família dels gòbids i de l'ordre dels perciformes.

## Morfologia
- Els mascles poden assolir 14 cm de longitud total.[4][5]

## Hàbitat
És un peix d'aigua dolça i demersal.

## Distribució geogràfica
Es troba a Centreamèrica: vessant atlàntic de Costa Rica.

## Observacions
És inofensiu per als humans.